# Etienne van Empel
Etienne van Empel, né le 14 avril 1995 à Tricht, est un coureur cycliste néerlandais.

## Carrière
Au mois de septembre 2016, il prolonge son contrat avec la formation néerlandaise Roompot-Oranje Peloton.
En 2017, il termine cinquième du Tour du Limbourg et dix-neuvième du Tour de Luxembourg
Au mois de mars 2018, il chute et se fracture la clavicule lors de la Classic Loire-Atlantique. Son indisponibilité est alors estimée à trois ou quatre semaines.

## Palmarès
- 2011
  - 3e du championnat des Pays-Bas de la course aux points juniors
- 2019
  - 2e du Tour d'Albanie
  - 3e du Tour de Taïwan
- 2023
  - 3e de la Cupa Max Ausnit

## Résultats sur les grands tours

### Tour d'Italie
1 participation
- 2020 : 88e

## Classements mondiaux
| Année                                 | 2016  | 2017 | 2018  | 2019 | 2020 | 2021 | 2022  | 2023  | 2024  |
| ------------------------------------- | ----- | ---- | ----- | ---- | ---- | ---- | ----- | ----- | ----- |
| Classement mondial                    | 1266e | 990e | 1950e | 531e | nc   | nc   | 2141e | 1355e | 1514e |
| UCI Europe Tour                       | 870e  | 627e | 1294e | 406e | nc   | nc   | 1346e | nc    | nc    |
|                                       |       |      |       |      |      |      |       |       |       |
| Légende : nc = non classéSource : UCI |       |      |       |      |      |      |       |       |       |